# Jean Nicolay
Jean Nicolay (ur. 27 grudnia 1937 w Liège – zm. 18 sierpnia 2014 tamże) – belgijski piłkarz grający na pozycji bramkarza. Był reprezentantem Belgii.

## Kariera klubowa
Swoją karierę piłkarską Nicolay rozpoczął w 1953 roku w klubie Standard Liège. W 1955 roku stał się członkiem pierwszego zespołu i w sezonie 1955/1956 zadebiutował w jego barwach w pierwszej lidze belgijskiej. Wraz ze Standardem czterokrotnie wywalczył tytuł mistrza Belgii w sezonach 1957/1958, 1960/1961, 1962/1963 i 1968/1969. Dwukrotnie zostawał również wicemistrzem kraju w sezonach 1961/1962 i 1964/1965. Zdobył dwa Puchary Belgii w sezonach 1965/1966 i 1966/1967. W 1963 roku zdobył nagrodę Belgijskiego Złotego Buta dla najlepszego zawodnika ligi. Był również nominowany do Złotej Piłki, w plebiscycie której zajął 13. miejsce.
W latach 1969–1971 Nicolay grał w drugoligowym Daring Club, a w latach 1971-1973 w innym klubie z tej ligi, Tilleur FC, w którym zakończył karierę.
| Sezon   | Klub                     | Kraj   | Rozgrywki  | Mecze | Gole |
| ------- | ------------------------ | ------ | ---------- | ----- | ---- |
| 1955/56 | Standard Liège           | Belgia | Division 1 | 4     | 0    |
| 1956/57 | Standard Liège           | Belgia | Division 1 | 3     | 0    |
| 1957/58 | Standard Liège           | Belgia | Division 1 | 0     | 0    |
| 1958/59 | Standard Liège           | Belgia | Division 1 | 20    | 0    |
| 1959/60 | Standard Liège           | Belgia | Division 1 | 13    | 0    |
| 1960/61 | Standard Liège           | Belgia | Division 1 | 29    | 0    |
| 1961/62 | Standard Liège           | Belgia | Division 1 | 30    | 0    |
| 1962/63 | Standard Liège           | Belgia | Division 1 | 28    | 0    |
| 1963/64 | Standard Liège           | Belgia | Division 1 | 30    | 0    |
| 1964/65 | Standard Liège           | Belgia | Division 1 | 24    | 0    |
| 1965/66 | Standard Liège           | Belgia | Division 1 | 27    | 0    |
| 1966/67 | Standard Liège           | Belgia | Division 1 | 26    | 0    |
| 1967/68 | Standard Liège           | Belgia | Division 1 | 21    | 0    |
| 1968/69 | Standard Liège           | Belgia | Division 1 | 23    | 0    |
| 1969/70 | Daring Club de Bruxelles | Belgia | Division 2 | ?     | ?    |
| 1970/71 | Daring Club de Bruxelles | Belgia | Division 2 | ?     | ?    |
| 1971/72 | Tilleur FC               | Belgia | Division 2 | ?     | ?    |
| 1972/73 | Tilleur FC               | Belgia | Division 2 | ?     | ?    |

## Kariera reprezentacyjna
W reprezentacji Belgii Nicolay zadebiutował 24 maja 1959 w przegranym 0:2 towarzyskim meczu z Austrią, rozegranym w Brukseli. W swojej karierze grał w eliminacjach do MŚ 1962, do Euro 64, do MŚ 1966 i do Euro 68. Od 1959 do 1967 rozegrał w kadrze narodowej 39 meczów.